# Milan Begović

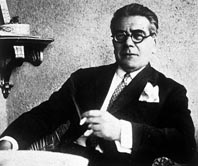
Milan Begović.

Milan Begović, född 19 januari 1876 i Vrlika i Österrike-Ungern, nuvarande Kroatien, död 13 maj 1948 i Zagreb, var en kroatisk författare.
Begović var en lyriker med sträng italiensk skolad form, och debuterade 1892. Han väckte särskild uppmärksamhet 1900 med den under pseudonym utgivna diktcykeln Boken Baoccadoro. Begović var även verksam som dramatisk författare och var verksam som professor vid skådespelarskolan i Zagreb.